# Michał Bryl
Michał Bryl (Łask, 9 oktober 1994) is een Pools beachvolleyballer. Hij won een bronzen medaille bij de wereldkampioenschappen en twee wereldtitels bij de junioren. Bryl nam deel aan twee opeenvolgende Olympische Spelen.

## Carrière

### 2011 tot en met 2016
Bryl werd in 2011 met Bartlomiej Malec in Vilnius derde bij de Europese kampioenschappen onder de achttien. Het jaar daarop debuteerde hij met  Maciej Rudol in Mysłowice in de FIVB World Tour. Daarnaast werd hij in Larnaca met Kacper Kujawiak – met wie hij tot en met 2016 een team zou vormen – wereldkampioen U19 door hun landgenoten Lukasz en Sebastian Kaczmarek in de finale te verslaan. Met Sebastian behaalde Bryl bovendien de zilveren medaille bij de EK U20 in Hartberg achter de Oostenrijkers Lorenz Petutschnig en Tobias Winter. Bij de WK U21 in Halifax kwam hij met Kujawiak niet verder dan een vijfentwintigste plaats. In 2013 behaalde Bryl met Kujawiak bij de EK U20 in Vilnius opnieuw de zilveren medaille. Daarnaast eindigden ze als negende bij de WK U21 in Umag. 
Het daaropvolgende seizoen werd het duo in Larnaca wereldkampioen U21 ten koste van de Russen Ilja Lesjoekov en Aleksander Margijev. Bij de EK onder 22 in Fethiye behaalden ze een negende plaats en bij WK U23 in Mysłowice eindigde Bryl met Bartosz Łosiak als vijfde. Hij speelde daarnaast drie wedstrijden in de World Tour met een negende plaats in Doha aan de zijde van Maciej Kosiak als beste resultaat. In 2015 deed Bryl mee aan vijf reguliere FIVB-toernooien met een vijfde plaats in Fuzhou als beste klassering. Bij de EK in Klagenfurt kwamen hij en Kujawiak niet verder dan de groepsfase, maar in Macedo de Cavaleiros won het duo de Europese titel U22. Het jaar daarop speelden ze tien toernooien in de World Tour met vier vijfde plaatsen als beste resultaat (Doha, Xiamen, Antalya en Long Beach. Daarnaast nam hij met zowel Jakub Szałankiewicz (negende in Vitória) als Łosiak (vierde in Klagenfurt) deel aan een FIVB-toernooi.

### 2017 tot en met 2021
Bryl vormde van 2017 tot en met 2021 een team met Grzegorz Fijałek. In hun eerste jaar namen ze in aanloop naar de WK in Wenen deel aan zeven reguliere FIVB-toernooien met drie vijfde plaatsen als beste resultaat (Fort Lauderdale, Moskou en Gstaad). In Wenen bereikte het tweetal de zestiende finale die verloren werd van de Spanjaarden Pablo Herrera en Adrián Gavira. Bij de EK in Jūrmala eindigden ze vervolgens op een vijfde plaats, nadat ze de kwartfinale verloren hadden van het Letse duo Aleksandrs Samoilovs en Jānis Šmēdiņš. Het seizoen daarop speelden ze negen reguliere wedstrijden in de World Tour met enkel toptienklasseringen als resultaat; in Wenen behaalde het duo met een tweede plek hun eerste podiumplaats. Daarnaast eindigden Bryl en Fijałek bij de World Tour Finals in Hamburg eveneens als tweede. Bij de EK in Nederland werden ze in de achtste finale uitgeschakeld door Herrera en Gavira.
In het seizoen 2018/19 namen ze deel aan negen reguliere FIVB-toernooien. Ze werden tweemaal tweede (Las Vegas en Itapema), tweemaal derde (Ostrava en Wenen) en eenmaal vierde (Doha). Bij de WK in Hamburg bereikten Bryl en Fijałek de achtste finale waar ze werden uitgeschakeld door het Braziliaanse tweetal André Loyola Stein en George Wanderley. Bij de Finals in Rome kwamen ze niet verder dan plek vijfentwintig. In Moskou strandde het duo bij de EK in de achtste finale door een blessure. Begin 2020 won het duo het World Tour-toernooi in Doha. Vervolgens speelde Bryl een paar wedstrijden in de nationale competitie met Mikołaj Miszczuk en de EK in Jūrmala, waar het tweetal als negende eindigde. Het jaar daarop deden Bryl en Fijałek in aanloop naar de Spelen mee aan vijf FIVB-toernooien met twee negende plaatsen (Sotsji en Gstaad) als beste resultaat. In Tokio bereikte het tweetal bij het olympisch beachvolleybaltoernooi de achtste finale waar ze werden uitgeschakeld door de Italianen Paolo Nicolai en Daniele Lupo. Na afloop van het toernooi ging het duo uit elkaar. Met Szałankiewicz kwam Bryl niet verder dan de tussenronde bij de EK in Wenen.

### 2022 tot heden
Sinds 2022 vormt Bryl een team met Łosiak. Het eerste jaar namen ze deel aan tien toernooien in de Beach Pro Tour – de opvolger van de World Tour. Ze wonnen de Challenge-toernooien van Tlaxcala, Doha en Espinho en ook bij het Elite16-toernooi van Hamburg wonnen ze goud, nadat ze de Nederlanders Alexander Brouwer en Robert Meeuwsen in de finale versloegen. In Rosarito behaalde het duo een vierde plaats en in Parijs eindigden ze als vijfde. Bij de WK in Rome kwamen Bryl en Łosiak na een overwinning en twee nederlagen niet verder dan de groepsfase. Bij de EK in München eindigden ze als vierde. In de halve finale verloren ze van de Tsjechen Ondřej Perušič en David Schweiner en in de wedstrijd om het brons waren de wereldkampioenen Anders Mol en Christian Sørum te sterk. Bij de seizoensfinale in Doha wonnen Bryl en Łosiak zilver achter Mol en Sørum. In 2023 kwam het duo bij acht toernooien in de mondiale competitie in actie. Ze werden derde in Uberlândia en eindigden als vierde in Doha en Gstaad. Bij de WK in Tlaxcala bereikten ze de halve finale die verloren werd van David Åhman en Jonatan Hellvig. In de wedstrijd om het brons versloegen Bryl en Łosiak daarna het Amerikaanse tweetal Theodore Brunner en Trevor Crabb in twee sets. Ze sloten het seizoen af met een zevende plaats bij de Finals in Doha.
Het jaar daarop nam het duo deel aan zes toernooien in de Beach Pro Tour. Bij het Elite16-toernooi van Wenen wonnen ze het zilver en in Tepic, Espinho en Gstaad eindigden ze op een gedeelde vijfde plaats. In Parijs bereikten Bryl en Łosiak de achtste finale van de Olympische Spelen, waar ze werden uitgeschakeld door Herrera en Gavira. Bij de EK in Nederland strandden ze vanwege een blessure in de groepsfase. Het duo kwam de rest van het seizoen niet meer in actie. In 2025 begonnen ze het jaar met twee negende plaatsen in Quintana Roo en Saquarema en een vierde plaats bij het Elite16-toernooi van Brasilia.

## Palmares
Kampioenschappen
- 2011:  EK U18
- 2012:  WK U19
- 2012:  EK U20
- 2013:  EK U20
- 2014:  WK U21
- 2015:  EK U22
- 2019: 9e WK
- 2021: 9e OS
- 2022: 4e EK
- 2023:  WK
- 2024: 9e OS

FIVB World Tour
- 2018:  5* Wenen
- 2018:  World Tour Finals Hamburg
- 2018:  4* Las Vegas
- 2019:  4* Itapema
- 2019:  4* Ostrava
- 2019:  5* Wenen
- 2020:  4* Doha

Beach Pro Tour
- 2022:  Tlaxcala Challenge
- 2022:  Doha Challenge
- 2022:  Espinho Challenge
- 2022:  Elite16 Hamburg
- 2022:  Beach Pro Tour Final Doha
- 2023:  Elite16 Uberlândia
- 2024:  Elite16 Wenen